# لزان مكنسي
اللزان المكنسي (باللاتينية: Cytisus scoparius) نوع نباتي يتبع جنس اللزان من الفصيلة البقولية.

## الموئل والانتشار
موطنه معظم مناطق أوروبا. انتقل أيضًا إلى الولايات المتحدة كنوع مجتاح.

## مرادفات للاسم العلمي
- (باللاتينية: Spartium scoparium L.)
- (باللاتينية: Sarothamnus oxyphyllus Boiss.)
- (باللاتينية: Sarothamnus bourgaei Boiss.)
- (باللاتينية: Sarothamnus scoparius (L.) W. D. J. Koch)
- (باللاتينية: Sarothamnus vulgaris Wimm., nom. illeg.)